# NGC 489
NGC 489 es una galaxia espiral de la constelación de Piscis. 
Fue descubierta el 22 de diciembre de 1862 por el astrónomo Heinrich Louis d'Arrest.